# Filmografia di Paperino
Il seguente elenco contiene tutti i film e i cortometraggi animati Disney usciti dal 1934 al 2004 contenenti il personaggio di Paperino. Uno spin-off derivante dalle prime storie di Topolino.
La maggior parte dei cortometraggi dal 1937 al 1956 sono quelli appartenenti alla serie cinematografica Donald Duck; quelli che non ne fanno parte sono caratterizzati da una nota posta dopo un trattino che ne identifica la serie di appartenenza o, se sono fuori serie o lungometraggi, il tipo. 
Nel 2024 torna ad essere per la prima volta dopo 63 anni protagonista di un corto, in Donald Duck in D.I.Y. Duck, diretto da Mark Henn e realizzato in occasione del novantesimo anniversario del personaggio. Il corto è stato inserito come episodio aggiuntivo alla serie originaria terminata nel 1961: "Donald Duck".

## Anni '30
- La gallinella saggia (The Wise Little Hen), regia di Wilfred Jackson (1934) - Silly Symphonies
- Una serata di beneficenza (Orphan's Benefit), regia di Burt Gillett (1934) - Mickey Mouse
- Topolino e il ladro di cuccioli (The Dognapper), regia di David Hand (1934) - Mickey Mouse
- Fanfara (The Band Concert), regia di Wilfred Jackson (1935) - Mickey Mouse
- Topolino meccanico (Mickey's Service Station), regia di Ben Sharpsteen (1935) - Mickey Mouse
- La brigata del fuoco  (Mickey's Fire Brigade), regia di Ben Sharpsteen (1935) - Mickey Mouse
- Pattinaggio (On Ice), regia di Ben Sharpsteen (1935) - Mickey Mouse
- Partita di polo (Mickey's Polo Team), regia di David Hand (1936) - Mickey Mouse
- Scampagnata (Orphan's Picnic), regia di Ben Sharpsteen (1936) - Mickey Mouse
- Topolino professore d'orchestra (Mickey's Grand Opera), regia di Wilfred Jackson (1936) - Mickey Mouse
- Giorno di trasloco (Moving Day), regia di Ben Sharpsteen (1936) - Mickey Mouse
- Topolino alpinista (Alpine Climbers), regia di David Hand (1936) - Mickey Mouse
- Il circo di Topolino (Mickey's Circus), regia di Ben Sharpsteen (1936) - Mickey Mouse
- Paperino e Pluto (Donald and Pluto), regia di Ben Sharpsteen (1936) - Mickey Mouse
- Paperino innamorato (Don Donald), regia di Ben Sharpsteen (1937) - primo cortometraggio di Paperino
- Topolino il mago (Magician Mickey), regia di David Hand (1937) - Mickey Mouse
- Topolino cacciatore (Moose Hunters), regia di Ben Sharpsteen (1937) - Mickey Mouse
- I tifosi di Topolino (Mickey's Amateurs), regia di Pinto Colvig, Erdman Penner, Walt Pfeiffer (1937) - Mickey Mouse
- L'uomo meccanico, con Paperino (Modern Inventions), regia di Jack King (1937) - ultimo cartone animato Disney distribuito dalla United Artists, ma il primo con un intervento di Carl Barks
- Melodie hawayane (Hawaiian Holiday), regia di Ben Sharpsteen (1937) - Mickey Mouse
- L'orologio del campanile (Clock Cleaners), regia di Ben Sharpsteen (1937) - Mickey Mouse
- Paperino e lo struzzo (Donald's Ostrich), regia di Jack King (1937)
- Topolino e i fantasmi (Lonesome Ghosts), regia di Burt Gillett (1937) - Mickey Mouse
- Self Control, regia di Jack King (1938)
- Costruttori di barche (Boat Builders), regia di Ben Sharpsteen (1938) - Mickey Mouse
- Paperino e il diavolo (Donald's Better Self), regia di 	Jack King (1938)
- I nipoti di Paperino (Donald's Nephews), regia di 	Jack King (1938) - prima apparizione di Qui, Quo e Qua
- La roulotte di Topolino (Mickey's Trailer), regia di Ben Sharpsteen (1938) - Mickey Mouse
- Caccia al polo (Polar Trappers), regia di Ben Sharpsteen (1938) - Donald & Goofy
- Paperino e i boy scouts (Good Scouts), regia di Jack King (1938)
- Caccia alla volpe (The Fox Hunt), regia di Ben Sharpsteen (1938) - Donald & Goofy
- Topolino, Pippo e Paperino cacciatori di balene (The Whalers), regia di David Hand, Dick Huemer (1938) - Mickey Mouse
- Una partita a golf (Donald's Golf Game), regia di Jack King (1938)
- Tra le stelle di Hollywood (Mother Goose Goes Hollywood), regia di Wilfred Jackson (1938) - Silly Symphonies cameo
- Un giorno fortunato (Donald's Lucky Day), regia di Jack King (1939)
- Paperino campione di hockey (The Hockey Champ), regia di Jack King (1939) - primo cortometraggio nato dalla collaborazione Carl Barks-Jack Hannah
- Il cugino di Paperino (Donald's Cousin Gus), regia di Jack King (1939)
- Picnic sulla spiaggia (Beach Picnic), regia di Clyde Geronimi (1939)
- Paperino ammiraglio (Sea Scouts), regia di Dick Lundy (1939)
- Il pinguino di Paperino (Donald's Penguin), regia di Jack King (1939)
- Paperino a caccia di autografi (The Autograph Hound), regia di Jack King (1939)
- The Standard Parade (1939) conclusione di un film pubblicitario per la ditta Standard Oil
- Paperino poliziotto (Officer Duck), regia di Clyde Geronimi (1939)

## Anni '40
- Le avventure di Paperino (The Riveter), regia di Dick Lundy (1940)
- La macchina lavacani (Donald's Dog Laundry), regia di Jack King (1940)
- Topolino e Paperino marinai (Tugboat Mickey), regia di Clyde Geronimi (1940) - Mickey Mouse
- Paperino e Pippo attacchini (Billposters), regia di Clyde Geronimi (1940) - Donald & Goofy
- Paperino e l'appuntamento (Mr. Duck Steps Out), regia di Jack King (1940) - prima apparizione di Paperina
- Paperino e lo sci d'acqua (Put-Put Troubles), regia di Riley Thomson (1940)
- Paperino al campeggio (Donald's Vacation), regia di Jack King (1940)
- Il volontario (The Volunteer Worker), regia di Riley Thomson (1940) - realizzato come propaganda per sostenere le opere di beneficenza
- Paperino sui grattacieli (Window Cleaners), regia di Jack King (1940)
- Paperino pompiere (Fire Chief), regia di Jack King (1940)
- Paperino boscaiolo (Timber), regia di Jack King (1941)
- Il gallo della checca (Golden Eggs), regia di Wilfred Jackson (1941)
- Paperino al luna park (A Good Time for a Dime), regia di Dick Lundy (1941)
- I favolosi anni di fine secolo (The Nifty Nineties), regia di Riley Thomson (1941) - Mickey Mouse cameo
- Paperino non può dormire (Early to Bed), regia di Jack King (1941)
- Paperino acchiappasomari (Truant Officer Donald), regia di Jack King (1941)
- I divi del varietà (Orphans' Benefit), regia di Riley Thomson (1941) Riley Thomson - Mickey Mouse Remake
- Nella vecchia fattoria (Old MacDonald Duck), regia di Jack King (1941)
- Paperino e la fotografia (Donald's Camera), regia di Dick Lundy (1941)
- Disastri in cucina (Chef Donald), regia di Jack King (1941)
- Donald's Decision, regia di Ford Beebe (1942) - realizzato come propaganda bellica
- All Together, regia di Jack King (1942) - realizzato come propaganda bellica
- Il fabbro del villaggio (The Village Smithy), regia di Dick Lundy (1942)
- The New Spirit, regia di Wilfred Jackson e Ben Sharpsteen (1942) - realizzato come propaganda bellica
- La festa di compleanno di Topolino (Mickey's Birthday Party), regia di Riley Thomson (1942) - Mickey Mouse
- L'ora della sinfonia (Symphony Hour), regia di Riley Thomson (1942) - Mickey Mouse
- Paperino: operazione neve (Donald's Snow Fight), regia di Jack King (1942)
- Paperino sotto le armi (Donald Gets Drafted), regia di Jack King (1942)
- Il giardino di Paperino (Donald's Garden), regia di Dick Lundy (1942)
- Paperino e la miniera d'oro (Donald's Gold Mine), regia di Dick Lundy (1942)
- Segreto svanito (The Vanishing Private), regia di Jack King (1942)
- Paperino paracadutista (Sky Trooper), regia di Jack King (1942)
- Paperino fattorino (Bellboy Donald), regia di Jack King (1942)
- Der Fuehrer's Face, regia di Jack Kinney (1943)
- The Spirit of '43, regia di Jack King (1943) - realizzato come propaganda bellica
- Paperino e la gomma bucata (Donald's Tire Trouble), regia di Dick Lundy (1943)
- Saludos Amigos negli episodi Paperino visita il Lago Titicaca (Lake Titicaca) e Acquerello dal Brasile (Aquarela do Brasil), regia di Bill Roberts, Hamilton Luske, Jack Kinney e Wilfred Jackson (1943) - Classico Disney
- Il macinino volante (The Flying Jalopy), regia di Dick Lundy (1943)
- Fall Out-Fall In, regia di Jack King (1943)
- Il vecchio gioco delle armi (The Old Army Game), regia di Jack King (1943)
- Proteggendo la città (Home Defense), regia di 	Jack King (1943)
- Trombone scocciatore (Trombone Trouble), regia di Jack King (1944)
- Paperino e il gorilla (Donald Duck and the Gorilla), regia di Jack King (1944)
- Un condor per amico (Contrary Condor), regia di Jack King (1944)
- Commando Duck, regia di Jack King (1944)
- Paperino inventore (The Plastics Inventor), regia di Jack King (1944)
- Una giornata sbagliata (Donald's Off Day), regia di Jack Hannah (1944)
- I tre caballeros (The Three Caballeros), regia di Norman Ferguson, Clyde Geronimi, Jack Kinney, Bill Roberts e Harold Young (1944) - Classico Disney
- Una lunga giornata di lavoro (The Clock Watcher), regia di Jack King (1945)
- Paperino ipnotizzatore (The Eyes Have It), regia di Jack Hannah (1945)
- Il reato di Paperino (Donald's Crime), regia di Jack King (1945)
- I brividi della lettura (Duck Pimples), regia di Jack Kinney (1945)
- Paperino in alto mare (No Sail), regia di Jack Hannah (1945) - Donald & Goofy
- Paperino e la pazienza (Cured Duck), regia di Jack King (1945)
- Il guardiaboschi (Old Sequoia), regia di 	Jack King (1945)
- Il sosia di Paperino (Donald's Double Trouble), regia di Jack King (1946)
- Paperino e l'usignolo (Wet Paint), regia di Jack King (1946)
- Una pelliccia d'orso vivo (Dumb Bell of the Yukon), regia di Jack King (1946)
- Paperino guardiano del faro (Lighthouse Keeping), regia di Jack Hannah (1946)
- Tarzanippo, uomo selvatico (Frank Duck Brings 'em Back Alive), regia di Jack Hannah (1946) – Donald & Goofy
- Tiro al bersaglio (Straight Shooters), regia di Jack Hannah (1947)
- Paperino sonnambulo (Sleepy Time Donald), regia di Jack King (1947)
- Il clown della giungla (Clown of the Jungle), regia di Jack Hannah (1947)
- Il dilemma di Paperino (Donald's Dilemma), regia di Jack King (1947)
- Paperino nel deserto dei miraggi (Crazy with the Heat), regia di Bob Carlson (1947) - Donald & Goofy
- Paperino collezionista d'insetti (Bootle Beetle), regia di Jack Hannah (1947)
- Riposo, dolce riposo (Wide Open Spaces), regia di Jack King (1947)
- Bongo e i tre avventurieri (Fun & Fancy Free) nell'episodio Topolino e il fagiolo magico (Mickey and the Beanstalk), regia di Jack Kinney, Bill Roberts, Hamilton Luske e William Morgan (1947) - realizzato come propaganda bellica
- Paperino ha freddo (Chip an' Dale), regia di Jack Hannah (1947)
- La goccia di notte (Drip Dippy Donald), regia di Jack King (1948)
- Lo scrigno delle sette perle (Melody Time) nell'episodio Tutta colpa della samba (Blame it on the Samba), regia di Clyde Geronimi, Wilfred Jackson, Hamilton Luske e Jack Kinney (1948) - Classico Disney
- Arturo il baldo canguro (Daddy Duck), regia di Jack Hannah (1948)
- La voce magica di Paperino (Donald's Dream Voice), regia di Jack King (1948)
- Paperino in tribunale (The Trial of Donald Duck), regia di Jack King (1948)
- Paperino pittore (Inferior Decorator), regia di Jack Hannah (1948)
- La buonanima di zio (Soup's On), regia di Jack Hannah (1948)
- La colazione di Paperino (Three for Breakfast), regia di 	Jack Hannah (1948)
- Rullano i tam-tam (Tea for Two Hundred), regia di Jack Hannah (1948)
- Paperino compie gli anni (Donald's Happy Birthday), regia di Jack Hannah (1949)
- Una pesca acrobatica (Sea Salts), regia di Jack Hannah (1949)
- I monelli della foresta (Winter Storage), regia di Jack Hannah (1949)
- Operazione miele (Honey Harvester), regia di Jack Hannah (1949)
- Operazione noci (All in a Nutshell), regia di Jack Hannah (1949)
- Paperino ortolano (The Greener Yard), regia di Jack Hannah (1949)
- Musica e baseball (Slide, Donald, Slide), regia di Jack Hannah (1949)
- Battaglia tra i giocattoli (Toy Tinkers), regia di Jack Hannah (1949)

## Anni '50
- La pelle del leone (Lion Around), regia di Jack Hannah (1950)
- L'asso del velocipede (Crazy Over Daisy), regia di Jack Hannah (1950)
- Paperino e gli scoiattoli (Trailer Horn), regia di Jack Hannah (1950)
- Paperino, leone e leoncino (Hook, Lion and Sinker), regia di Jack Hannah (1950)
- Paperino e l'ape (Bee at the Beach), regia di Jack Hannah (1950)
- Paperino il potente potatore (Out on a Limb), regia di Jack Hannah (1950)
- Il purosangue preferisce le bionde (Dude Duck), regia di Jack Hannah (1951)
- La battaglia del granturco (Corn Chips), regia di Jack Hannah (1951)
- Paperino pilota razzo (Test Pilot Donald), regia di Jack Hannah (1951)
- Il numero fortunato (Lucky Number), regia di Jack Hannah (1951)
- Paperino express (Out of Scale), regia di Jack Hannah (1951)
- La fortezza dell'oro liquido (Bee on Guard), regia di Jack Hannah (1951)
- Paperino e le mele (Donald Applecore), regia di Jack Hannah (1952)
- I due... amici (Let's Stick Together), regia di Jack Hannah (1952)
- Paperino e l'esercito fantasma (Uncle Donald's Ants), regia di Jack Hannah (1952)
- La notte di Halloween (Trick or Treat), regia di Jack Hannah (1952)
- Topolino e i folletti di Natale (Pluto's Christmas Tree), regia di Jack Hannah (1952) - Mickey Mouse cameo
- La sorgente magica della giovinezza (Don's Fountain of Youth), regia di Jack Hannah (1953)
- Il nuovo vicino (The New Neighbor), regia di Jack Hannah (1953)
- Il tappetorso (Rugged Bear), regia di Jack Hannah (1953)
- I pirati dello zoo (Working for Peanuts), regia di Jack Hannah (1953)
- L'asso del ring (Canvas Back Duck), regia di Jack Hannah (1953)
- Paperino e la psicologia infantile (Spare the Rod), regia di Jack Hannah (1954)
- Fiori d'arancio per Paperino (Donald's Diary), regia di Jack Kinney (1954)
- Il drago e i paladini (Dragon Around), regia di Jack Hannah (1954)
- Operazione prosciutto (Grin and Bear It), regia di Jack Hannah (1954)
- Lo scoiattolo volante (The Flying Squirrel), regia di Jack Hannah (1954)
- Gran Canyon (Grand Canyonscope), regia di Charles Nichols (1954) - primo cartone animato Disney distribuito dalla neonata Buena Vista Distribution
- La stagione della caccia (No Hunting), regia di Jack Hannah (1955)
- Paperino e l'orso freddoloso (Bearly Asleep), regia di Jack Hannah (1955)
- Paperino e l'orso ghiottone (Beezy Bear), regia di Jack Hannah (1955)
- Il diabolico tronco (Up a Tree), regia di Jack Hannah (1955)
- Cip e Ciop all'abbordaggio (Chips Ahoy), regia di Jack Kinney (1956) - ultimo cartone animato Disney distribuito dalla RKO
- How to Have an Accident in the Home, regia di Charles A. Nichols (1956) - ultimo cartone con i titoli di testa Donald Duck
- Paperino nel mondo della matemagica (Donald in Mathmagic Land), regia di Wolfgang Reitherman, Les Clark, Joshua Meador (1959) - realizzato come scopo educativo
- Come riuscire ad avere un incidente sul lavoro (How to Have an Accident at Work), regia di Charles A. Nichols (1959)

## Anni '60, '80, '90, 2020
- Paperino e la ruota (Donald and the Wheel), regia di Hamilton Luske (1961) -  realizzato come scopo educativo
- Paperino e l'ecologia (The Litterbug), regia di Hamilton Luske (1961) -  realizzato come scopo educativo
- Steel & America (1965) -  realizzato come scopo pubblicitario
- Donald's Fire Survival Plan, diretto da Les Clark (1965) -  realizzato come scopo educativo
- Family Planning (1968) -  realizzato come scopo educativo, prodotto per la U.S. Population Council e distribuito dalla Asociación Chilena de Protección de la Familia, un'affiliata della Planned Parenthood
- Canto di Natale di Topolino (Mickey's Christmas Carol), regia di Burny Mattinson (1983) - Mickey Mouse
- Chi ha incastrato Roger Rabbit (Who Framed Roger Rabbit), regia di Robert Zemeckis (1988) - cameo, lungometraggio Classici Disney
- Il principe e il povero (The Prince and the Pauper), regia di George Scribner (1990) - Mickey Mouse
- In viaggio con Pippo (A Goofy Movie) regia di Kevin Lima (1995) - Direct-to-video cameo
- Fantasia 2000 nella sequenza restaurata di L'apprendista stregone (The Sorcerer's Apprentice), regia di James Algar (1999) - Classici Disney
- Donald Duck in D.I.Y. Duck, regia di Mark Henn (2024) - cortometraggio celebrativo per i 90 anni del personaggio

## Direct-to-video
- Topolino e la magia del Natale (Mickey's Once Upon a Christmas), regia di Bradley Raymond,  Jun Falkenstein, Bill Speers e Toby Shelton  (1999)
- Il bianco Natale di Topolino - È festa in casa Disney (Mickey's Magical Christmas: Snowed in at the House of Mouse), regia di Tony Craig e Bobs Gannaway (2001)
- Topolino & i cattivi Disney (Mickey's House of Villains), regia di Jamie Mitchell (2002)
- Topolino, Paperino, Pippo: I tre moschettieri (Mickey, Donald, Goofy: The Three Musketeers), regia di Donovan Cook (2004)
- Topolino strepitoso Natale! (Mickey's Twice Upon a Christmas), regia di Matthew O'Callaghan (2004)

## Pubblicazioni
In Italia la maggior parte dei titoli dal 1934 al 1950 sono stati raccolti sui DVD della collezione Walt Disney Treasures: 
- Semplicemente Paperino - Vol. 1 1934-1941 (del 2004)
- Semplicemente Paperino - Vol. 2 1942-1946 (del 2013)
- Semplicemente Paperino - Vol. 3 1947-1950 (del 2013)
- Topolino in bianco e nero - La collezione classica (del 2008)
- Topolino star a colori (del 2004)
- Topolino star a colori - Vol. 2 - dal 1939 ad oggi (del 2004)
- Pluto, la collezione completa - Vol. 1 1930-1947 (del 2009)

Negli Stati Uniti, a differenza dell'Italia è stato inoltre pubblicato il DVD Semplicemente Paperino - Vol. 4 che raccoglie tutti i filmati dal 1951 al 1961.